# Хетеротроф
Хетеротроф е организъм, който не може да произвежда своя собствена храна и вместо това разчита на приема на хранителни вещества от други източници на органични вещества основно с растителен или животински произход. В хранителната верига, хетеротрофите са първични, вторични и третични консуматори, но не и производители. Хетеротрофни организми са всички животни и гъби, както и някои бактерии и протисти. Терминът „хетеротроф“ възниква в микробиологията през 1946 г., като част от класификацията на микроорганизмите според техния тип хранене. Днес терминът се използва и в други области, като например екологията, за описване на хранителната верига.
Хетеротрофите могат да се разделят според източника си на енергия. Ако хетеротрофът използва химическа енергия, то той е хемохетеротроф. Ако той използва светлинна енергия, то той е фотохетеротроф. Хетеротрофите представляват един от двата механизма на хранене, като другият е представен от автотрофите. Последните използват енергията на слънчевата светлина или неорганични съединения. Хетеротрофите се хранят с автотрофи и/или други хетеротрофи.
Детритофагите са хетеротрофи, които си набавят хранителни вещества чрез консумиране на детрит – разлагащи се растителни и животински части или изпражнения. Сапротрофите са хемохетеротрофи, които използват извънклетъчно храносмилане за консумиране на разлагаща се органична материя. Този термин най-често се свързва с гъбите. Процесът се спомага чрез активен транспорт на веществата чрез ендоцитоза във вътрешния мицел и съставляващите го хифи.

## Видове
Хетеротрофите могат да бъдат органотрофи или литотрофи. Органотрофите се възползват от въглеродни съединения като въглехидрати, мазнини и протеини от растения и животни за набавяне на електрони. От друга страна, литотрофите използват неорганични съединения като амоний, нитрит и сяра като източници на електрони. Друг начин за разделяне на хетеротрофите е на хемотрофи или фототрофи. Фототрофите използват светлина, за да си набавят енергия и да извършват метаболитни процеси, докато хемотрофите използват енергия, получена чрез оксидация на химикали в околната среда.
Фотоорганохетеротрофи като тези от семейство Rhodospirillaceae и лилавите несярни бактерии синтезират органични съединения, използвайки слънчевата светлина в комбинация с оксидация на органични вещества, включително сяра, водород, сероводород и тиосулфат. Те използват органичните съединения за образуване на структури. Хемолитохетеротрофите като Oceanithermus profundus си набавят енергия от оксидацията на неорганични съединения. Миксотрофите могат да използват въглероден диоксид или органичен въглерод, тоест те могат да използват както хетеротрофни методи, така и автотрофни такива. Въпреки че миксотрофите могат да живеят както при хетеротрофни, така и при автотрофни условия, Chlorella vulgaris има по-голяма биомаса и липидна производителност, когато расте под хетеротрофни условия.
Хетеротрофите, консумирайки въглеродни съединения, могат да използват цялата си получена енергия за растеж и възпроизвеждане, за разлика от автотрофите, които трябва да използват част от енергията си за преработка на въглерода. Както хетеротрофите, така и автотрофите обикновено са зависими от метаболитните дейности на други организми за хранителни вещества, различни от въглерода, включително азот, фосфор и сяра, и могат да умрат от липса на храна, която доставя тези хранителни вещества. Това важи не само за животните и гъбите, но също и за бактериите.

## Екология
Много хетеротрофи са хемоорганохетеротрофи, които използват органичен въглерод (например глюкоза) като източник на въглерод, както и органични химикали (въглехидрати, липиди, протеини) като източник на енергия и електрони. Хетеротрофите играят ролята на консуматори в хранителната верига: те се снабдяват с хранителни вещества чрез сапротрофия, паразитизъм или други методи. Те разграждат сложните органични съединения (въглехидрати, мазнини, протеини), които се произвеждат от автотрофите, до по-прости съединения (въглехидрати → глюкоза, мазнини → мастни киселини и глицерол, протеини → аминокиселини). Изразходват енергия чрез оксидацията на въглеродни и водородни атоми, намиращи се във въглехидратите, липидите и протеините до въглероден диоксид и вода съответно.
Те могат да катаболизират органични вещества чрез респирация, ферментация или и двете. Ферментиращите хетеротрофи могат да бъдат анаеробни организми, които извършват ферментация в условия на малко кислород, при които производството на АТФ често е съпътствано от субстратно фосфорилироване и отделянето на крайни продукти (алкохол, въглероден диоксид, сулфид). Тези продукти от своя страна могат да служат като субстрати за други бактерии с анаеробно храносмилане и да бъдат преобразувани в CO2 и CH4, което е важна стъпка във въглеродния цикъл при премахването на органичните ферментационни продукти от анаеробните среди. Хетеротрофите могат да извършват и клетъчно дишане, при което производството на АТФ е придружено от окислително фосфорилиране. Това води до изпускането на CO2 и отпадъчни продукти като H2O, H2S или N2O в атмосферата. Респирацията и ферментацията на хетеротрофните микроби са отговорни за голяма част от наличния CO2 в атмосферата, който е източник на хранителни вещества за автотрофите и растенията.
Респирацията на хетеротрофите често е придружена от минерализация – процес, при който се преобразуват органични съединения в неорганични форми. Когато органичният източник, приет от хетеротрофа, съдържа жизненоважни елементи като N, S, P, освен C, H и O, те често се преработват първи, преди да се премине към оксидацията на органичните хранителни вещества и производството на АТФ чрез респирация. S и N във въглеродния източник се преобразуват в H2S и NH4+. Преобразуването на тези два елемента от органична в неорганична форма е критична част от техните биохимични кръговрати. Образуваните H2S и NH4+ оксидират по-нататък чрез литотрофи и фототрофи. Способността на хетеротрофите да минерализират важни химични елементи е от критично значение за оцеляването на растенията.
Някои животни, като например коралите, могат да образуват симбиотични връзки с автотрофи и да приемат въглерод чрез тях. Освен това, някои паразитни растения също могат частично или изцяло да бъдат хетеротрофни, докато хищните растения консумират животни, за да приемат повече азот, оставайки автотрофи.